# Celebration (Madonna-Album)
Celebration ist das dritte Best-of-Album von Madonna und erschien in Deutschland und weiteren europäischen Ländern am 18. September 2009 und in den USA am 28. September. Das Album erschien sowohl als Doppel-CD mit 36 Songs, als auch als Einzel-CD mit 18 Songs. Die enthaltenen Songs umfassen Madonnas gesamte Karriere, von Everybody aus 1982 bis hin zu den aktuellen Singles Miles Away und Celebration. Die Fans durften im Internet über die Songsauswahl mit abstimmen und so fanden auch einige Fan Favoriten wie Who’s That Girl und Dress You Up Platz auf der Compilation. Madonna dazu:

„Sie sind alle ein Teil von mir. Jeder Song offenbart einen Aspekt meiner Person, oder einen zentralen Moment für mich. Ich weiß bei jedem Song, was in dieser Zeit in meinem Leben los war. Sie sind Wegweiser.“

## Überblick
Das Album ist das letzte, welches unter Madonnas bisherigem Label Warner Bros. veröffentlicht wurde, bevor sie zu Live Nation wechselt. Zudem erschien eine gleichnamige Video-Collection am 25. September in Deutschland und beinhaltet 47 Videoclips der Künstlerin, größtenteils Videos, die zuvor noch nie auf DVD verfügbar waren.
Die gleichnamige Single Celebration steht bereits seit einigen Wochen erfolgreich in den Charts. Die Deutschlandpremiere des Videos fand drei Tage vor dem Release der Single statt. Diese kam am 4. September in die Läden und erreichte in Deutschland auf Anhieb Platz 5 in den Charts. Der Videoclip zu Celebration wurde in Mailand unter der Regie von Jonas Akerlund (Ray Of Light) gedreht. Neben dieser Single ist ein weiterer neuer Song auf dem Album, nämlich „Revolver feat. Lil Wayne“.
Für das Album Artwork zeichnete der Künstler Mr. Brainwash verantwortlich. Weltweit gab es Releaseparties zur Veröffentlichung sowie umfassende Werbekampagnen. In zahlreichen Metropolen waren in Metrostationen riesige Plakate zu sehen, die das einprägsame Albumcover zierten. Das Album platzierte sich nach einer Woche direkt auf Platz 1 in Deutschland, Großbritannien und Italien.

## Titelliste
| Doppel-CD Disc 1: 1. Hung Up (Album Version) Madonna / Stuart Price / Benny Andersson/Björn Ulvaeus 2. Music (Album Version) Mirwais Ahmadzaï / Madonna 3. Vogue ("Immaculate Collection" Remix Version) Madonna / Shep Pettibone 4. 4 Minutes (Radio Edit) (feat Justin Timberlake) Madonna / Timbaland/Justin Timberlake/Danja 5. Holiday (Album Version) Curtis Hudson / Lisa Stevens / John Benitez 6. Everybody (New Album Edit) Madonna / Mark Kamins 7. Like a Virgin ("Immaculate Collection" Remix) Billy Steinberg / Tom Kelly / Nile Rodgers 8. Into The Groove (4:40 Original Version) Madonna, Stephen Bray 9. Like a Prayer (Album Version) Madonna / Patrick Leonard 10. Ray of Light (Radio Edit) Madonna / William Orbit / Clive Muldoon / Dave Curtis / Christine Leach 11. Sorry (Radio Edit) Madonna / Stuart Price 12. Express Yourself (New Edit of the original video remix) Madonna / Stephen Bray 13. Open Your Heart ("Immaculate Collection" Remix) Madonna / Gardner Cole / Peter Rafelson / Patrick Leonard 14. Borderline („Immaculate Collection“ Remix) Reggie Lucas 15. Secret (Edit) Austin / Madonna 16. Erotica (Radio Edit) Madonna / Shep Pettibone 17. Justify My Love (Album Version) Lenny Kravitz / Ingrid Chavez / Madonna / André Betts 18. Revolver Carlos Centel Battey / Steven Andre Battel / Dwayne Carter (Lil Wayne) / Justin Scott Franks / Brandon Kitchen / Madonna | Disc 2: 1. Dress You Up (Album Version) Andrea LaRusso / Peggy Stanziale / Nile Rodgers 2. Material Girl (Album Version) Peter Brown / Robert Rans / Nile Rodgers 3. La Isla Bonita (Album Version) Madonna / Patrick Leonard / Bruce Gaitsch 4. Papa Don’t Preach (Album Version) Brian Elliot / Madonna / Stephen Bray 5. Lucky Star („Immaculate Collection“ Remix with different ending) Madonna / Reggie Lucas 6. Burning Up (Album Version) Madonna / Reggie Lucas 7. Crazy for You („Immaculate Collection“ Remix) John Bettis / Jon Lind / John Benitez 8. Who’s That Girl (Album Version) Madonna / Patrick Leonard 9. Frozen (Album Version) Madonna / Patrick Leonard / William Orbit 10. Miles Away (Radio Edit) Madonna / Justin Timberlake/Timbaland/Danja 11. Live to Tell (Album Version) Madonna / Patrick Leonard 12. Take a Bow (Album Version) Babyface / Madonna 13. Hollywood (Album Version) Madonna / Mirwais Ahmadzaï 14. Beautiful Stranger (Album Version) Madonna / William Orbit 15. Die Another Day (Album Version) Madonna / Mirwais Ahmadzaï 16. Don’t Tell Me (Radio Edit) Mirwais Ahmadzaï / Madonna / Henry 17. Cherish („Immaculate Collection“ Remix) Madonna / Patrick Leonard 18. Celebration Madonna / Paul Oakenfold / Ian Green / Ciaran Gribbin | Einzel CD 1. Hung Up 2. Music 3. Vogue 4. 4 Minutes 5. Holiday 6. Like a Virgin 7. Into The Groove 8. Like a Prayer 9. Ray of Light 10. La Isla Bonita 11. Frozen 12. Material Girl 13. Papa Don’t Preach 14. Lucky Star 15. Express Yourself 16. Open Your Heart 17. Dress You Up 18. Celebration |

## Kommerzieller Erfolg

### Chartplatzierungen

#### Album
| ChartsChartplatzierungen       | Höchstplatzierung | Wochen |
| ------------------------------ | ----------------- | ------ |
| Deutschland (GfK)              | 1 (24 Wo.)        | 24     |
| Österreich (Ö3)                | 4 (13 Wo.)        | 13     |
| Schweiz (IFPI)                 | 3 (19 Wo.)        | 19     |
| Vereinigte Staaten (Billboard) | 7 (17 Wo.)        | 17     |
| Vereinigtes Königreich (OCC)   | 1 (58 Wo.)        | 58     |

| ChartsJahrescharts (2009)    | Platzierung |
| ---------------------------- | ----------- |
| Deutschland (GfK)            | 63          |
| Schweiz (IFPI)               | 61          |
| Vereinigtes Königreich (OCC) | 40          |

#### Singles
| Jahr | Titel       | Höchstplatzierung, Gesamtwochen, AuszeichnungChartplatzierungen (Jahr, Titel, , Platzierungen, Wochen, Auszeichnungen, Anmerkungen) | Höchstplatzierung, Gesamtwochen, AuszeichnungChartplatzierungen (Jahr, Titel, , Platzierungen, Wochen, Auszeichnungen, Anmerkungen) | Höchstplatzierung, Gesamtwochen, AuszeichnungChartplatzierungen (Jahr, Titel, , Platzierungen, Wochen, Auszeichnungen, Anmerkungen) | Höchstplatzierung, Gesamtwochen, AuszeichnungChartplatzierungen (Jahr, Titel, , Platzierungen, Wochen, Auszeichnungen, Anmerkungen) | Höchstplatzierung, Gesamtwochen, AuszeichnungChartplatzierungen (Jahr, Titel, , Platzierungen, Wochen, Auszeichnungen, Anmerkungen) | Anmerkungen                                             |
| Jahr | Titel       | DE | AT | CH | UK | US | Anmerkungen                                             |
| ---- | ----------- | --- | --- | --- | --- | --- | ------------------------------------------------------- |
| 2009 | Celebration | DE5 (15 Wo.)DE | AT8 (12 Wo.)AT | CH4 (21 Wo.)CH | UK3 (7 Wo.)UK | US71 (1 Wo.)US | Erstveröffentlichung: 31. Juli 2009 Verkäufe: + 382.521 |

### Auszeichnungen für Musikverkäufe
| Land/Region                  | Auszeichnungen für Musikverkäufe (Land/Region, Auszeichnung, Verkäufe) | Verkäufe    |
| ---------------------------- | ---------------------------------------------------------------------- | ----------- |
| Argentinien (CAPIF)          | Gold                                                                   | 20.000      |
| Australien (ARIA)            | Gold                                                                   | 35.000      |
| Belgien (BRMA)               | Platin                                                                 | 30.000      |
| Brasilien (PMB)              | 2× Platin                                                              | 120.000     |
| Dänemark (IFPI)              | 2× Platin                                                              | 40.000      |
| Deutschland (BVMI)           | Platin                                                                 | 200.000     |
| Europa (IFPI)                | Platin                                                                 | (1.000.000) |
| Finnland (IFPI)              | Platin                                                                 | 29.416      |
| Frankreich (SNEP)            | Platin                                                                 | 100.000     |
| Golf-Kooperationsrat (IFPI)  | Platin                                                                 | 6.000       |
| Irland (IRMA)                | Platin                                                                 | 15.000      |
| Italien (FIMI)               | 3× Platin                                                              | 150.000     |
| Japan (RIAJ)                 | Platin                                                                 | 250.000     |
| Mexiko (AMPROFON)            | Platin                                                                 | 60.000      |
| Neuseeland (RMNZ)            | Platin                                                                 | 15.000      |
| Polen (ZPAV)                 | Platin                                                                 | 20.000      |
| Portugal (AFP)               | Gold                                                                   | 10.000      |
| Russland (NFPF)              | Platin                                                                 | 20.000      |
| Schweden (IFPI)              | Platin                                                                 | 40.000      |
| Schweiz (IFPI)               | Platin                                                                 | 30.000      |
| Spanien (Promusicae)         | Gold                                                                   | 30.000      |
| Vereinigte Staaten (RIAA)    | Gold                                                                   | 500.000     |
| Vereinigtes Königreich (BPI) | 2× Platin                                                              | 666.000     |
| Insgesamt                    | 5× Gold · 23× Platin ·                                                 | 2.376.416   |

Hauptartikel: Madonna (Künstlerin)/Auszeichnungen für Musikverkäufe